# Кросс-Санаго-Біокські прибережні ліси
Кросс-Санаго-Біокські прибережні ліси (ідентифікатор WWF: AT0107) — афротропічний екорегіон тропічних та субтропічних вологих широколистяних лісів, розташований на заході Центральної Африки, на території південно-східної Нігерії, західного Камеруну та острова Біоко. Цей регіон є одним з найбагатших серед усіх африканських лісових екорегіонів з точки зору фауністичного різноманіття.

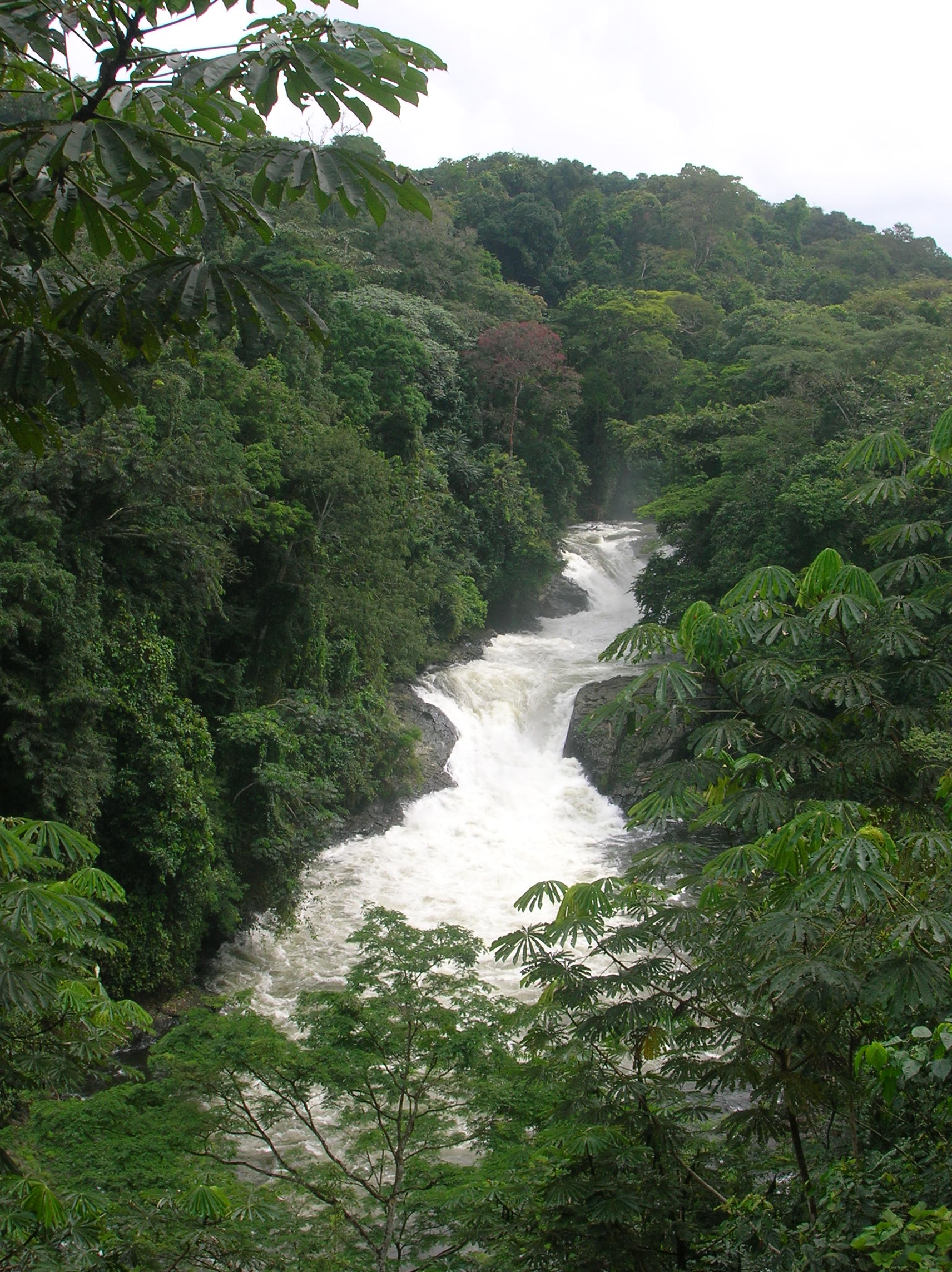
Водоспад на річці Велика Ква (Національний парк Крос-Рівер)

## Географія
Екорегіон Кросс-Санага-Біокських прибережних лісів простягається від річки Кросс в Нігерії до річки Санага в Камеруні та від узбережжя Гвінейської затоки вглиб континенту на 300 км. Також цей регіон охоплює майже весь острів Біоко, розташований за 32 км від африканського узбережжя. Високогір'я острова Біоко та гори Камерун виділяють у окремий екорегіон гірські ліси Камеруну та Біоко. Також у окремий регіон виділяють ліси Камерунського нагір'я. На півночі екорегіон Кросс-Санага-Біокських прибережних лісів переходить у гвінейську лісосавану, а на сході — у лісосавану Північного Конго. На захід від річки Кросс поширені Кросс-Нігерські перехідні ліси, а на південь від річки Санага — конголезькі прибережні ліси. В прибережних районах на північному заході і південному заході регіону поширені центральноафриканські мангри.
Рельєф на сході і заході регіону є рівнинним, однак в центральній частині регіону, в передгір'ях Камерунського нагір'я, перепад висот є досить різким. Острів Біоко раніше сполучався з материком, однак приблизно 12 тисяч років назад він став островом внаслідок підняття рівня Світового океану. З геологічної точки зору основу регіону складає докембрійський кристалічний щит. Гора Камерун та гори острова Біоко є вулканами, внаслідок чого в навколишніх районах часто зустрічаються пірокластичні породи. Основними ґрунтами регіону є вилуговані червоні фераліти. Окрім річок Кросс та Санага, в межах екорегіону також протікають річки Меме, Вурі, Велика Ква, Ндіан та Ньонг.

## Клімат
В межах екорегіону переважає мусонний клімат (Am за класифікацією кліматів Кеппена). У селястих південно-західних передгір'ях гори Камерун та на південному заході Біоко середньорічна кількість опадів може перевищувати 10 000 мм, що робить ці райони одними з найвологіших у всій Африці. Однак подалі від гір середньорічна кількість опадів становить 3000 мм на узбережжі та 2000 мм в глибині континенту. Короткий, однак інтенсивний сухий сезон триває протягом 2-3 місяців, з грудня по лютий. Вологість завжди висока, рідко опускається нижче 90 %. Максимальна температура становить 27-33 °C, мінімальна — 15-21 °C, коливання температури протягом року незначне. Добова амплітуда коливання температури часто перевищує річну.

## Флора
В прибережних районах екорегіону переважають вічнозелені дощові ліси, в яких ростуть різноманітні гігрофільні (водолюбні) рослини, а в глибині континенту, у більш сухих районах — вологі напіввічнозелені дощові ліси. В лісах добре виражена багатоярусність, висота дерев в середньому становить 50 м. Флора регіону є подібною до флори інших верхньогвінейських та нижньогвінейських лісів. В лісах переважають представники підродини Цезальпінієві (Caesalpinioideae), а найважливішими родинами за кількістю видів є Аннонові (Annonaceae), Бобові (Fabaceae), Молочайні (Euphorbiaceae), Маренові (Rubiaceae) та Стеркулієві (Sterculiaceae).
Екорегіон вирізняється надзвичайно високим флористичним різноманіттям та рівнем ендемізму. У Кросс-Санаго-Біокських прибережних лісах та в розташованих південніше конголезьких прибережних лісах росте понад 50 % із 7000-8000 видів рослин, ендемічних для Екваторіальної Африки, більшість з яких зустрічаються у прибережних районах Камеруну. Екорегіон є центром різноманіття родів Кола (Cola), Хурма (Diospyros), Дорстенія (Dorstenia) та Гарцинія (Garcinia).
У Національному парку Коруп в Камеруні зареєстровано близько 1700 видів судинних рослин, з яких близько 5 % є ендемічними. За приблизними оцінками ботаніків, загалом в Корупі може рости до 3500 видів судинних рослин. В Національному парку Крос-Рівер росте приблизно стільки ж рослин. У рівнинних лісах Біоко було зареєстровано понад 1000 видів судинних рослин, з яких 49 видів є ендеміками.
Серед ендемічних дерев, що ростуть в регіоні, слід відзначити Deinbollia angustifolia, Deinbollia saligna, Hymenostegia bakeriana, Medusandra richardsiana, Soyauxia talbotii та Microberlinia bisulcata. Наявність великої кількості ендемічних видів та родів, вказує на тривалу еволюційну історію екорегіону.

## Фауна
Екорегіон Кросс-Санага-Біокських прибережних лісів вирізняється дуже високим фауністичним різноманіттям. Тут зустрічається найбільша кількість лісових метеликів, порівняно з іншими екорегіонами Африки, що може також бути вірним для інших груп безхребетних. Також регіон є одним з найбагатших з точки зору різноманіття лісових птахів та ссавців.
Серед поширених в регіоні ссавців слід відзначити китицевуху свиню (Potamochoerus porcus), водного оленька (Hyemoschus aquaticus), африканського лісового буйвола (Syncerus caffer nanus), північного бушбока (Tragelaphus scriptus), сітатунгу (Tragelaphus spekii), чорноспинного дуїкера (Cephalophus dorsalis), жовтоспинного дуїкера (Cephalophus silvicultor), блакитного дуїкера (Philantomba monticola) та дуїкера Огілбі (Cephalophus ogilbyi). Рівнинні ліси екорегіону мають особливе значення для збереження приматів. Тут мешкають ендемічні камерунські колобуси (Piliocolobus preussi), майже ендемічні рудовухі мавпи (Cercopithecus erythrotis) та колобуси Пенно (Procolobus pennantii), а також чубаті мавпи (Cercopithecus pogonias), дріли (Mandrillus leucophaeus) та північні голкокігтисті галаго (Euoticus pallidus).
У заповідниках екорегіону мешкають значні популяції великих ссавців. В Національному парку Крос-Рівер мешкають рідкісні нігерійсько-камерунські шимпанзе (Pan troglodytes ellioti) та ендемічні річкові горили (Gorilla gorilla diehli). У Національному парку Коруп мешкає одна з найважливіших популяцій лісового слона (Loxodonta cyclotis) в Африці, а також зустрічаються звичайні бегемоти (Hippopotamus amphibius). Серед дрібних ссавців регіону слід відзначити ендемічну камерунську білозубку (Crocidura picea). Основним хижаком регіону є африканський леопард (Panthera pardus pardus).
В межах екорегіону зустрічається понад 600 видів птахів, зокрема африканські вінаго (Treron calvus), блакитні турако (Corythaeola cristata), зеленочубі турако (Tauraco persa), жовтогруді дідрики (Chrysococcyx cupreus), екваторіальні калао (Bycanistes albotibialis), малі токо (Lophoceros camurus), золотогузі барбікани (Pogoniulus bilineatus), сірі папуги або жако (Psittacus erithacus), чорнокрилі вивільги (Вивільга чорнокрила), африканські монархи-довгохвости (Terpsiphone viridis), малі бюльбюлі (Eurillas virens), камерунські окулярники (Zosterops stenocricotus), помаранчевоволі малімби (Malimbus racheliae), великі ткачики (Ploceus cucullatus), великі вайдаги (Euplectes ardens) та кокосові приріти (Batis poensis). Серед хижих птахів регіону слід відзначити яструба-ящірколова (Kaupifalco monogrammicus), чорного шуліку (Milvus migrans), рудохвостого канюка (Buteo auguralis) та вінценосного орла (Stephanoaetus coronatus). Ендемічні птахи в регіоні відсутні, однак близько 20 видів птахів є майже ендемічними і зустрічаються лише в цьому та в суміжних екорегіонах.
Герпетофауна екорегіону також вирізняється різноманіттям. Лише в Національному парку Коруп зареєстровано 174 види земноводних і плазунів. Серед ендеміків регіону слід відзначити камерунського карликового хамелеона (Trioceros camerunensis), камерунську циніску (Cynisca schaeferi), бананову жабу Шнайдера (Afrixalus schneideri), очеретяну жабу Бопле (Hyperolius bopeleti) та річкову жабу Вернера (Phrynobatrachus werneri).

## Збереження
Основною загрозою в екорегіоні є полювання на диких тварин. За оцінкою 2006 року, щорічно в екорегіоні вбивають 1,3 мільйони ссавців, 64 650 плазунів та близько 7 700 птахів, яких потім продають на ринках бушміту.
Оцінка 2017 року показала, що 13 197 км², або 26 % екорегіону, є заповідними територіями. Природоохоронні території включають Національний парк Коруп в Камеруні та Національний парк Крос-Рівер в Нігерії.